# Serra Mala
La Serra Mala és una serra situada al municipi de Castellet i la Gornal a la comarca de l'Alt Penedès, amb una elevació màxima de 207 metres.